# Mathewsia biennis
Mathewsia biennis är en korsblommig växtart som beskrevs av Bridges och Porphir Kiril Nicolai Stepanowitsch Turczaninow. Mathewsia biennis ingår i släktet Mathewsia och familjen korsblommiga växter. Inga underarter finns listade i Catalogue of Life.